# New (álbum)
New —en español: Nuevo— es el decimosexto álbum de estudio del músico británico Paul McCartney, publicado el 14 de octubre de 2013 en el Reino Unido y el 15 de octubre en Estados Unidos. Supone el primer disco de McCartney integrado exclusivamente por material nuevo en seis años, desde Memory Almost Full (2007), y fue grabado esporádicamente y durante descansos de la gira Out There! Tour entre mediados de 2012 y comienzos de 2013, en diversos estudios de grabación de Londres, Los Ángeles y Nueva York. 
A diferencia de trabajos previos, en los que colaboró con productores como David Kahne o Nigel Godrich, McCartney trabajó con cuatro productores distintos: Mark Ronson, Ethan Johns, Paul Epworth y Giles Martin. El álbum incluyó una mezcla de canciones inspiradas en su reciente matrimonio con Nancy Shevell como «New», una «pisada alegre y beatlesque cubierta con ondulantes armonías de los Beach Boys» según The Telegraph, y temas autobiográficos como «On My Way to Work» y «Early Days» con referencias a su juventud en Liverpool.
Tras su publicación, New obtuvo reseñas positivas de la prensa musical. La revista Paste definió el disco como su «álbum más tenso en años, lo que confirma que la racha de bondad que inició con Chaos and Creation in the Backyard no fue casualidad», mientras que medios como The New York Times lo describió como «lleno de contrastes». Además, obtuvo un notable éxito comercial al alcanzar el puesto tres en la lista estadounidense Billboard 200, su mejor resultado desde la publicación de Memory Almost Full. El álbum también alcanzó el puesto tres en la lista de discos más vendidos del Reino Unido, la misma posición que obtuvo Kisses on the Bottom un año antes.

## Grabación y composición
La grabación de New, que se completó en cinco meses durante un periodo de año y medio, contó con cuatro productores distintos: Mark Ronson, Ethan Johns, Paul Epworth y Giles Martin. En un principio, McCartney intentó seleccionar a uno de los productores para grabar el álbum completo. Sin embargo, acabó trabajando con los cuatro. Martin, hijo del productor de The Beatles George Martin, produjo gran parte del álbum y trabajó como productor ejecutivo en las sesiones que tuvieron lugar en varios estudios de Los Ángeles, Nueva York y Londres. Sobre su decisión de trabajar con varios productores, el músico comentó: «Había una razón para trabajar con cada uno de ellos. Su edad, es bueno trabajar con gente joven, aunque no piense en ello. Los años se esfuman una vez que estás en el estudio».
McCartney seleccionó a Ronson tras trabajar como DJ en su boda con Nancy Shevell dos años antes de comenzar a grabar New. Pocos meses después de la boda, Ronson volvió a trabajar para el músico como DJ de un evento en Nueva York. En total, Ronson produjo tres canciones: «New», «Alligator» y «Secret Life of a Party Girl», si bien el tercer tema no aparece en el álbum. Por otra parte, las canciones que McCartney trabajó con Epworth no fueron escritas, sino «improvisadas». Según McCartney: «Empezaba a tocar algo al piano, él [Epworth] comenzó a tocar la batería, metí algo de bajo y ya teníamos la base de la canción hecha». McCartney definió «New», una de las canciones que produjo Epworth, como «una canción de amor pero que dice no me mires, no tengo respuestas. Dice que no sé lo que está pasando, no sé cómo ocurre todo, pero está bien y te quiero».
Otras canciones del álbum son autobiográficas: al respecto, «On My Way to Work» incluye referencias a su pasado antes de alcanzar la fama con The Beatles, cuando trabajaba como copiloto en Speedy Prompt Delivery en Liverpool. En el mismo sentido, «Early Days» incluye reminiscencias sobre su pasado en Liverpool con John Lennon. Según McCartney: «Empecé a recuperar imágenes de nosotros en la tienda de discos escuchando rock and roll y mirando los pósters y la felicidad que eso me dio recordando todos aquellos momentos».
Sobre fuentes de inspiración contemporáneas, McCartney expresó que New también está influido por su reciente matrimonio con Nancy Shevell. Al respecto, el músico comentó: «Este es un periodo feliz en mi vida, con una mujer nueva, así que tienes nuevas canciones cuando estás con una nueva chica», y en su opinión, New es generalmente alegre, pero incluye también un trasfondo de «dolor cambiando a la risa». Ronson se refirió en particular a la canción «Alligator» como «melancólica» y «muy difícil». Por otra parte, McCartney compuso «Everybody Out There» específicamente para que «el público cantara con él» y se mostró particularmente orgulloso de «Early Days» y del tema oculto, «Scared».

## Promoción
«New», el primer adelanto del álbum, fue publicado como sencillo promocional en iTunes y SoundCloud el 28 de agosto de 2013. De forma paralela, la web de McCartney anunció en un comunicado que la publicación de New, su nuevo disco, iba a tener lugar el 14 de octubre en el Reino Unido y el 15 del mismo mes en los Estados Unidos. El mismo día, el músico abrió una cuenta en Instagram donde comenzó a publicar fotografías de las sesiones de grabación.
El 23 de septiembre, McCartney desveló la portada final de New, que reemplazó el primer logotipo en blanco y negro utilizado hasta entonces. El logotipo y el diseño del álbum, que incluyó luces fluorescentes inspiradas en el trabajo artístico de Dan Flavin, corrió a cargo el equipo de diseño Rebecca & Mike, con imagen generada por computadora de Ben Ib. La promoción incluyó también una entrevista en la que McCartney contestó a preguntas enviadas por seguidores a través de Twitter.
El 6 de octubre, organizó dos eventos drive-in para escuchar el álbum: uno en Los Ángeles, donde los seguidores llevaron sus vehículos al Vinland Drive-In, y otro en Nueva York, donde la gente pudo escuchar el álbum en la terraza del concesionario Open Road de Volkswagen mientras probaba vehículos de la compañía. La idea de escuchar el disco dentro de un coche surgió del propio McCartney, quien había escuchado el disco en su vehículo una semana antes de organizar los eventos.
El músico también ofreció varios conciertos para promocionar New. El 21 de septiembre, tocó en la tercera edición del iHeartRadio Music Festival, donde estrenó dos canciones del disco, «Save Us» y «Everybody Out There». Dos días después, apareció en el late night Jimmy Kimmel Live! y ofreció un concierto en Hollywood donde interpretó quince canciones. El 9 de octubre, tocó en el Frank Sinatra School of Arts de Astoria, donde interpretó trece canciones intercaladas con preguntas realizadas por los estudiantes. Durante el concierto, tocó la canción de The Beatles «Being for the Benefit of Mr. Kite!» en homenaje a John Lennon. Dos días después, ofreció un concierto sorpresa en el Times Square de Nueva York, donde tocó «New», «Save Us», «Everybody Out There» y «Queenie Eye». y Ahora la Canción de New de Paul McCartney de una Película Llamado Lluvia de hamburguesas 2

## Recepción
Tras su publicación, New obtuvo reseñas generalmente positivas de la prensa musical que situaron al álbum entre los mejores del catálogo musical de McCartney. El álbum obtuvo una calificación de 77 sobre 100 en la web Metacritic, una puntuación basada en seis críticas musicales, cinco de ellas favorables y una mixta. Stephen Thomas Erlewine de Allmusic definió New como «uno de los mejores discos de los últimos días de McCartney» y escribió: «En sus momentos más tranquilos, Memory Almost Full (2007) parecía una coda a la ilustre carrera de Paul McCartney; parecía confortable residiendo en el acto final de su leyenda, feliz de reflejar sus logros. Semejante meditación no se encuentra en New, la primera colección de material original desde 2007. New hace honor a su título, y encuentra a McCartney dispuesto, incluso ansioso, a comprometerse con la música moderna mientras simultáneamente reclama la confitada e intrincada psicodelia de los últimos días de The Beatles». Helen Brown de The Telegraph comentó: «Sin duda, nadie puede negar que su duradero estilo fue una vez gloriosamente nuevo. Él no tiene que estar a la defensiva, o preocupado por sus detractores. Este álbum demuestra que su talento no tiene edad». Jim Beviglia de American Songwriter escribió: «Los dos anteriores discos en solitario de Paul McCartney con material original, Chaos and Creation in the Backyard (2005) y Memory Almost Full (2007), puede que fueran menos accesibles y rockeros que los grandes éxitos de su época dorada, pero destacó sus virtudes como compositor. Quizás las giras constantes que ha estado haciendo entre entonces y ahora deleitando a grandes audiencias con canciones de toda su carrera ha recargado sus baterías, porque su última publicación, titulado con precisión New, le incluye yendo por gusto propio una vez más con resultados maravillosos». En el mismo sentido, Kyle Anderson de Entertainment Weekly escribió en su reseña sobre el disco: «New es tan apto como título como podrás descifrar: no solo anuncia la primera serie de canciones originales de McCartney en seis años, sino que también celebra la idea de que la música pop puede todavía vigorizar, inspirar y sorprender, incluso si has tenido una mano en su creación».
La revista Uncut comentó: «[Trabajar con cuatro productores jóvenes] no es necesariamente una receta ideal para la coherencia, pero Giles Martin, el productor de la música de Love, el espectáculo del Circo del Sol, y del videojuego The Beatles: Rock Band, lo mantiene bajo control, tratando cada canción como una entidad individual y asignando sus propios recursos musicales». Simon Harper escribió en la revista Clash: «Como ejercicio de diversidad, es una pieza maestra. Hay sitio para fuzz rock ("Save Us"), melodías retro ("New"), resplandores acústicos ("Early Days") e incluso electrónica ("I'm Looking at Her"). Tangentes guiadas por Paul Epworth, Mark Ronson, Ethan Johns y Giles Martin, respectivamente». Por otra parte, Will Helmes de la revista Rolling Stone destacó las canciones producidas por Ronson y escribió: «A los 71 años, McCartney ha vuelto por suerte a la música de la eterna juventud. Grabado con turnos de productores de altos vuelos, [...] New parece enérgico y lleno de alegres invenciones de rock and roll. Más que un viaje sentimental, es un disco que quiere ser parte del diálogo del pop del siglo XXI».
En una reseña menos favorable, Andy Gill de The Independent escribió: «Hay un carácter poco satisfactorio y fragmentario en New, probablemente atribuible a la decisión de McCartney de trabajar con cuatro productores. Lo mejor es suficientemente decente: la tensa e impulsora "Save Us" y la alegre canción que da título al álbum ofrecen expresiones exuberantes de afecto, mientras que "On My Way to Work" se inspira en los tiempos de pre-fama del joven Paul. Reminiscencias similares como "Early Days" y bagatelas románticas como "Hossana" no crean casi ninguna impresión, y hay incluso una textura desigual en el proyecto. Está bien, pero por muy poco». En el mismo sentido, Jesse Cataldo de Slant Magazine escribió: «Cuarenta años después de una carrera en solitario mayoritariamente monótona, McCartney ha transcurrido desde hace tiempo en una especie de agradable irrelevancia, con cada nuevo disco del viejo maestro tratado con respeto, pero sin mucha expectación. Como Ben Greenman escribió en New Yorker: "Decir que McCartney escribió una canción animosa y prepotente por encima de lo aceptable es como decir que un pájaro puso un huevo"».
Desde el punto de vista comercial, New debutó en el tercer puesto de la lista estadounidense Billboard 200 con cerca de 67 000 copias vendidas durante su primera semana, solo superado por los discos de Pearl Jam y Miley Cyrus Lightning Bolt y Bangerz respectivamente. Supuso el mejor resultado comercial desde la publicación de Memory Almost Full (2007), que también alcanzó la tercera posición en la lista, con 161 000 copias vendidas durante la primera semana. El álbum también alcanzó el puesto tres en la lista de discos más vendidos del Reino Unido, la misma posición que obtuvo Kisses on the Bottom un año antes, así como en las listas de Canadá y Escocia. En Japón y Francia, el álbum debutó en el puesto dos de las listas de discos más vendidos, en ambos casos su mejor resultado comercial desde la publicación de Tug of War (1982), mientras que en Austria y los Países Bajos alcanzó el puesto seis.
A finales de 2013, la revista Rolling Stone situó a New en la cuarta posición de la lista de mejores álbumes del año.

## Lista de canciones
Todas las canciones escritas y compuestas por Paul McCartney. 
| N.º   | Título                                     | Productor    | Duración |  |
| 1.    | «Save Us»                                  | Paul Epworth | 2:40     |  |
| 2.    | «Alligator»                                | Mark Ronson  | 3:30     |  |
| 3.    | «On My Way to Work»                        | Giles Martin | 3:44     |  |
| 4.    | «Queenie Eye»                              | Paul Epworth | 3:50     |  |
| 5.    | «Early Days»                               | Ethan Johns  | 4:10     |  |
| 6.    | «New»                                      | Mark Ronson  | 3:00     |  |
| 7.    | «Appreciate»                               | Giles Martin | 4:30     |  |
| 8.    | «Everybody Out There»                      | Giles Martin | 3:22     |  |
| 9.    | «Hosanna»                                  | Ethan Johns  | 3:30     |  |
| 10.   | «I Can Bet»                                | Giles Martin | 3:23     |  |
| 11.   | «Looking at Her»                           | Giles Martin | 3:06     |  |
| 12.   | «Road» (Incluye «Scared» como tema oculto) | Giles Martin | 4:36     |  |
| 46:11 |                                            |              |          |  |

| Temas extra (edición deluxe) |                      |             |          |  |
| N.º                          | Título               | Productor   | Duración |  |
| 13.                          | «Turned Out»         | Ethan Johns | 2:59     |  |
| 14.                          | «Get Me Out of Here» | Ethan Johns | 6:15     |  |
| 52:15                        |                      |             |          |  |

| Temas extra (edición deluxe japonesa) |            |              |          |  |
| N.º                                   | Título     | Productor    | Duración |  |
| 15.                                   | «Struggle» | Paul Epworth | 4:52     |  |

## Personal
| Músicos - Paul McCartney: voz, guitarras, lap steel guitar, bajo, buzuki, piano, clavecín, glockenspiel, piano eléctrico Wurlitzer, teclados, melotrón, percusión, sintetizadores, armonio, celesta, batería y loops - Rusty Anderson: guitarra, buzuki y coros - Paul Epworth: batería - Ethan Johns: batería y percusión - Abe Laboriel, Jr.: batería y coros - Steve McManus: bajo - Toby Pitman: teclados y programación - Richard Pryce: bajo - Brian Ray: guitarra, dulcémele y coros - Paul Wickens: teclados, guitarra, piano, acordeón y órgano Hammond | Equipo técnico - Paul Epworth: producción musical - Ethan Johns: producción - Ted Jensen: masterización - Giles Martin: producción - Mary McCartney: fotografía - Dom Monks: ingeniero de sonido - Al O'Connell: ingeniero de sonido - Sam Okell: ingeniero de sonido - Toby Pitman: programación - Rebecca & Mike: diseño de portada - Mark Ronson: producción - Mark Stent: mezclas - Matt Wiggins: ingeniero de sonido |

## Posición en listas
| País              | Lista                      | Posición |
| ----------------- | -------------------------- | -------- |
| Alemania          | Media Control Top-50 Chart | 6        |
| Australia         | ARIA Albums Chart          | 22       |
| Austria           | Ö3 Austria Top 40          | 6        |
| Bélgica (Valonia) | Ultratop 200 Albums        | 6        |
| Bélgica (Flandes) | Ultratop 200 Albums        | 3        |
| Canadá            | Canadian Albums Chart      | 3        |
| Corea del Sur     | Gaon Album Chart           | 70       |
| Dinamarca         | Danish Albums Chart        | 2        |
| Escocia           | Top 40 Scottish Albums     | 3        |
| España            | Spanish Albums Chart       | 8        |
| Estados Unidos    | Billboard 200              | 3        |
| Finlandia         | Finnish Albums Chart       | 27       |
| Francia           | SNEP Albums Chart          | 2        |
| Hungría           | Hungrian Albums Chart      | 18       |
| Irlanda           | IRMA Top 75 Albums         | 12       |
| Italia            | Italian Albums Top 100     | 4        |
| Japón             | Oricon Weekly Albums Chart | 2        |
| Noruega           | VG-lista Top 40 Albums     | 1        |
| Nueva Zelanda     | New Zealand Albums Chart   | 27       |
| Países Bajos      | Mega Albums Top 100        | 6        |
| Reino Unido       | UK Albums Chart            | 3        |
| República Checa   | Top 50 Albums Chart        | 6        |
| Suecia            | Albums Top 60              | 9        |
| Suiza             | Hit Parade Top 100         | 12       |

| Sencillo      | País              | Lista                         | Posición |
| ------------- | ----------------- | ----------------------------- | -------- |
| «New»         | Estados Unidos    | Hot Adult Contemporary Tracks | 20       |
| «New»         | Japón             | Japan Hot 100                 | 4        |
| «New»         | Bélgica (Valonia) | Ultratop 40                   | 14       |
| «New»         | Bélgica (Flandes) | Ultratop 50                   | 12       |
| «Queenie Eye» | Japón             | Japan Hot 100                 | 42       |